# William G. Moore Jr.

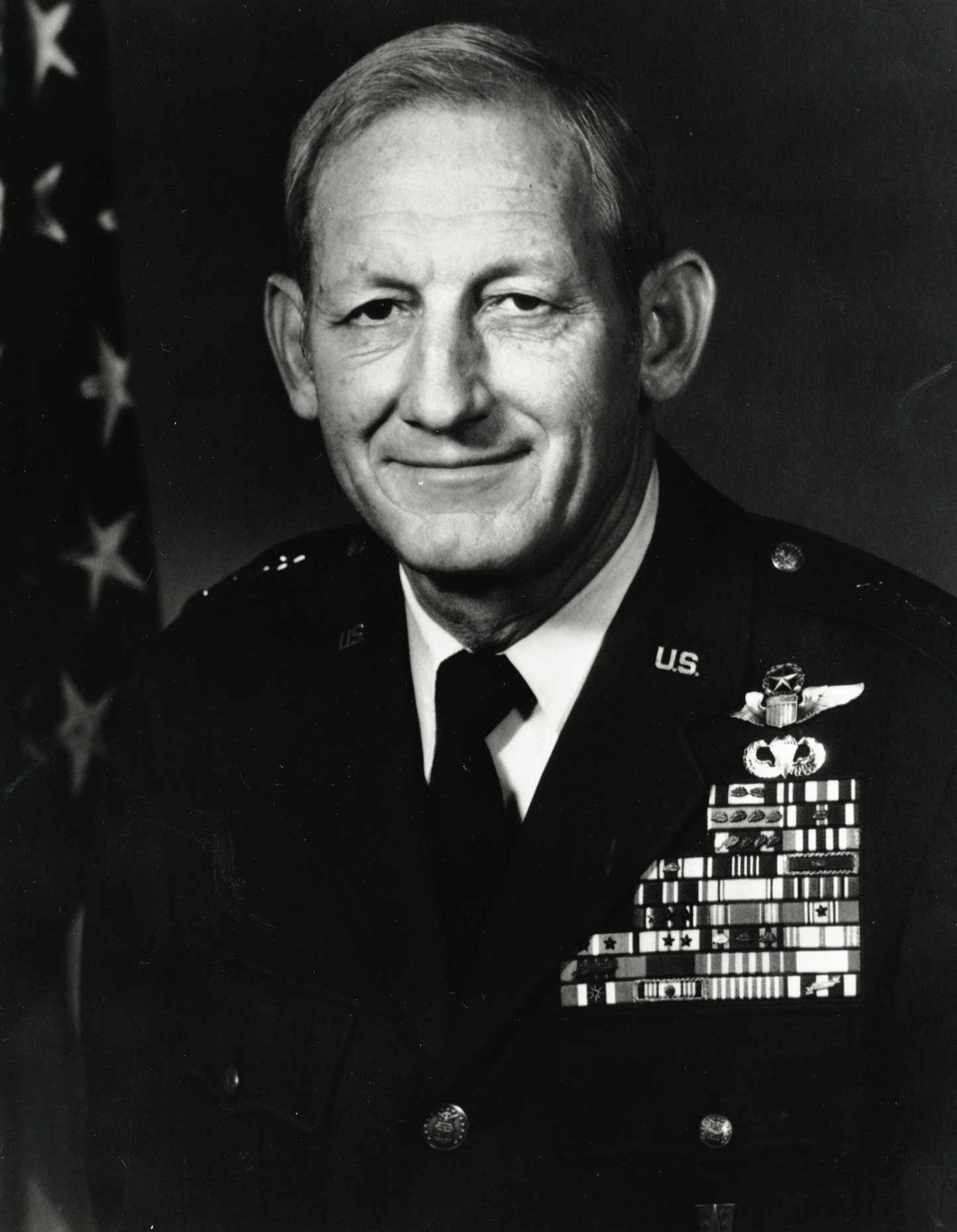
William G. Moore Jr.

William Grover Moore Jr. (* 18. Mai 1920 in Waco, Texas; † 18. März 2012 in Huntsville, Alabama) war ein General der United States Air Force. Er war unter anderem Kommandeur der 13. Luftflotte.

## Leben
Im Jahr 1940 trat William Moore dem United States Army Air Corps bei, aus dem im folgenden Jahr die United States Army Air Forces hervorgingen. Dort absolvierte er eine Offiziersausbildung. In der Army bzw. ab 1947 in der United States Air Force durchlief er anschließend alle Offiziersränge vom Leutnant bis zum Vier-Sterne-General. In der Folge wurde er auch zum Piloten ausgebildet.
Während des Zweiten Weltkriegs war er auf dem europäischen Kriegsschauplatz eingesetzt. Dabei war er unter anderem in Italien stationiert. Damals kommandierte er die 777. Bomberschwadron (777th Bombardment Squadron), mit der er 35 Einsätze absolvierte. Nach dem Krieg war er unter anderem Führungsoffizier an einer Fliegerschule der Army Air Forces (Observer and Bombardier School) auf dem Mather Field in Kalifornien.
Während des Koreakriegs war er auf der Kunsan Air Base in Südkorea stationiert. Dort kommandierte er die 3d Bombardment Group. Dabei leitete er 65 Kampfeinsätze. Zwischen Januar 1953 und August 1956 gehörte William Moore der Stabsabteilung für Operationen im Hauptquartier der Air Force an. Daran schloss sich eine Versetzung nach Deutschland an. In Wiesbaden war er bis 1961 Stabsoffizier ebenfalls in der Abteilung für Operationen im Hauptquartier der United States Air Forces in Europe. Es folgte ein Studium am National War College in Fort Lesley J. McNair in Washington, D.C.
Im August 1962 wurde Moore auf die Sewart Air Force Base in Tennessee versetzt, wo er das Kommando über das 314. Truppentransportgeschwader (314th Troop Carrier Wing) erhielt, das er bis zum September 1963 behielt. Zwischendurch absolvierte er in Fort Benning, dem heutigen Fort Moore, einen Lehrgang für Luftlandeoperationen. Im September 1963 erhielt er das Kommando über die 839. Luftdivision (839th Air Division).
Sein nächster Auftrag führte ihn auf die MacDill Air Force Base in Florida zum United States Strike Command. Dort gehörte er zwischen März 1965 und Oktober 1966 dessen Stabsabteilung für Operationen (J3) an. Unter anderem leitete er ein Manöver für Lufttransporte. Als Nächstes wurde er im Vietnamkrieg eingesetzt. Zwischen November 1966 und Dezember 1967 kommandierte er auf der Tan Son Nhut Air Base die reaktivierte 834. Luftdivision (834th Air Division). Diese war für alle taktischen Lufttransportunternehmen im Vietnamkrieg zuständig.
Nach seiner Rückkehr in die Vereinigten Staaten gehörte William Moore zwischen 1967 und 1970 erneut dem Stab des Hauptquartiers der Luftwaffe an. Im Februar 1970 erhielt er auf der Travis Air Force Base in Kalifornien das Kommando über die 22. Luftflotte (Twenty-Second Air Force). Eine der Hauptaufgaben dieser Einheit waren Lufttransporte nach Südostasien zur Unterstützung des damals noch andauernden Vietnamkriegs. Am 1. September 1972 übernahm Moore auf der Clark Air Base auf den Philippinen als Nachfolger von Marvin L. McNickle das Kommando über die 13. Luftflotte (Thirteenth Air Force). Dieses Amt bekleidete er bis zum 1. Oktober 1973, als Leroy J. Manor seine Nachfolge antrat. Seiner Luftflotte unterstanden die amerikanischen Luftstreitkräfte auf den Philippinen, in Thailand und Taiwan.
Nach dem Ende dieser Mission wurde er im Oktober 1973 Stabschef des United States Pacific Commands dessen Hauptquartier sich in Camp H. M. Smith in Hawaii befand. Während seiner Zeit in diesem Amt war er auch an den Planungen des Rückzugs aus Vietnam beteiligt. Im Oktober 1976 kehrte er erneut zum Hauptquartier der Air Force zurück, wo er bis zum 1. April 1977 das Amt des Assistant Vice Cief of Staff der Air Force ausübte.
Sein letzter Auftrag führte ihn auf die Scott Air Force Base in Illinois. Dort erhielt er das Kommando über das Military Airlift Command, eine Vorgängerorganisation des späteren Air Mobility Command. Dieses Amt bekleidete er zwischen April 1977 und seiner Pensionierung im Jahr 1979.
Als Militärpilot flog er im Zweiten Weltkrieg, dem Koreakrieg und im Vietnamkrieg etwa 240 Einsätze mit verschiedenen Flugzeugtypen.
Nach seiner Pensionierung war William Moore in verschiedenen Funktionen für die Verwaltung des Nashville International Airport tätig. Er starb am 18. März 2012 und wurde auf dem Friedhof der United States Air Force Academy in Colorado Springs beigesetzt.

## Orden und Auszeichnungen
William Moore erhielt im Lauf seiner militärischen Laufbahn unter anderem folgende Auszeichnungen:
- Air Force Distinguished Service Medal
- Silver Star
- Legion of Merit
- Distinguished Flying Cross
- Air Medal
- Joint Service Commendation Medal
- Air Force Commendation Medal
- Kriegskreuz (Frankreich)

Im Jahr 1977 wurde er zudem in die Airlift/Tanker Association Hall of Fame aufgenommen.